# Dieter Kalt senior

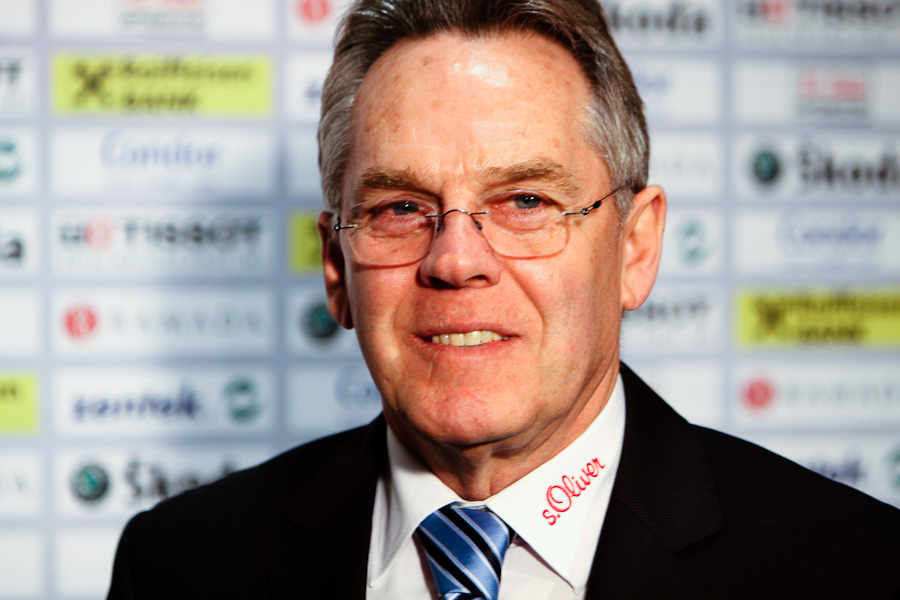
Dieter Kalt sen. (2009)

Dieter Kalt senior (* 29. Juni 1941 in Klagenfurt) ist ein österreichischer Sportfunktionär. Er spielte bis 1980 aktiv Eishockey, war später auch Schiedsrichter und Trainer. Von 1996 bis 25. Juni 2016 war er Präsident des Österreichischen Eishockeyverbandes. Sein Nachfolger wurde Gernot Mittendorfer. Beruflich war er von 1982 bis zu seiner Pensionierung im Jahr 2006 Bezirkshauptmann von St. Veit an der Glan.
Neben seiner Tätigkeit als Präsident des Eishockeyverbandes ist er Mitglied des IIHF und des Österreichischen Olympischen Komitees, wo er Vorsitzender des Wintersportausschusses ist. In dieser Funktion leitete er auch die Untersuchungskommission zu den Dopingvorfällen bei den Olympischen Winterspielen 2006 rund um Walter Mayer.
In seiner aktiven Karriere war er von 1957 bis 1967 und von 1969 bis 1980 für den EC KAC aktiv, dazwischen spielte er während seines Studiums der Rechtswissenschaften für den ATSE Graz. Nachdem er seine aktive Laufbahn beendet hatte, wurde er Schiedsrichter und war als Trainer tätig.
Dieter Kalt ist geschieden und hat drei Kinder – zwei Söhne und eine Tochter. Sein ältester Sohn Dieter war ebenfalls Eishockeyspieler, der nicht nur in Österreich, sondern auch in Nordamerika, Deutschland und Schweden spielte.
Im Jänner 2010 erlitt Kalt bei sich zuhause in Tultschnig bei Krumpendorf am Wörthersee einen Herzinfarkt.
2017 wurde Kalt in die IIHF Hall of Fame gewählt.

## Auszeichnungen
- 2016: Kärntner Landesorden in Silber[5]